# DC EP
DC EP är en EP av John Frusciante som släpptes i september 2004. EP:n är den tredje skivan i hans sex album på sex månader-serie.

## Låtlista
1. "Dissolve" - 4:27
2. "Goals" - 3:21
3. "A Corner" - 3:35
4. "Repeating" - 3:24

## Källförteckning
1. ↑  ”The DC EP - John Frusciante | Album | AllMusic” (på engelska). https://www.allmusic.com/album/the-dc-ep-mw0000396144. Läst 3 juni 2024.